# Sint-Petruskerk (Thale)
De Sint-Petruskerk (Duits: St. Petri-Kirche) is een evangelische kerk in de Duitse stad Thale (Saksen-Anhalt).

## Locatie
De kerk bevindt zich in het Friedenspark aan de Hubertusstraße 2.

## Bouwgeschiedenis
De oorspronkelijke parochiekerk van Thale was de Andreaskerk in het huidige benedendorp. Vanaf 1756 werden er eerst jaarlijks, en vanaf 1843 geregeld kerkdiensten gehouden in het bovendorp. Dit gebeurde aanvankelijk in de huiskapel van Bennighausen, de eigenaar van de hoogovens. Nadat het bedrijf in 1864 in andere handen was overgegaan werd er op verschillende andere locaties gekerkt.
Door een sterke ontwikkeling van de ijzerfabriek Thale AG in het laatste deel van de 19e eeuw nam de bevolking van het boerendorp binnen korte tijd zeer sterk in omvang toe tot stedelijke omvang. De bestaande locaties bleken te klein voor het toenemende aantal gelovigen. De bouw van een tweede protestantse kerk in Thale was onvermijdelijk.
Op 5 september 1897 werd voor dit doel een bouwcomité opgericht. Zoals bij veel bouwplannen traden ook bij de bouwplannen van het comité financieringsproblemen op waardoor stagnatie optrad. In 1902 verklaarde echter de Duitse keizerin Augusta Victoria zich bereid als beschermvrouwe van de kerkbouw op te treden. De bouwplannen maakten daarop grote voortgang. In 1904 kon de eerste steen van de kerk worden gelegd. Bij decreet van de keizerin werd de heilige Petrus als schutspatroon voor de nieuwbouw aangewezen om daarmee de nauwe band met de aan zijn broeder de heilige Andreas gewijde oude dorpskerk te symboliseren.
In 1905 werd het hoogste punt van de bouw bereikt. De plechtige inwijding van de Petruskerk vond in 1906 plaats. De keizerin schonk de kerk een altaarbijbel en schreef daarin eigenhandig de tekst: "De evangelische Sint-Petruskerk te Thale ter herinnering aan 19 juli 1906. Jij bent Petrus, de rots waarop ik mijn kerk zal bouwen, en de poorten van het dodenrijk zullen haar niet kunnen overweldigen" (Mattheus 16, vers 18). Ook schonk zij de antependia voor het altaar en de preekstoel.
Ter gelegenheid van de wijding schonk kroonprins Frederik Wilhelm het doopvont. Een saksische vereniging van Johannieters schonk de kandelaren, het avondmaalstel en een zilveren crucifix. Van de directie van de ijzerfabriek kreeg de kerk een orgel en de gemeente Thale schonk de kerk de galerijen.
Het kerkinterieur wordt door stergewelven overspand. De inrichting inclusief de galerijen dateren nog geheel uit de bouwperiode. In het koor worden op kleurrijke ramen Christus en Petrus in meerdere scènes weergegeven.